# أندرو دونكان (شاعر)
أندرو دونكان (بالإنجليزية: Andrew Duncan)‏ هو شاعر بريطاني، ولد في 1956.